# Rittergut Vichel (Temnitztal)

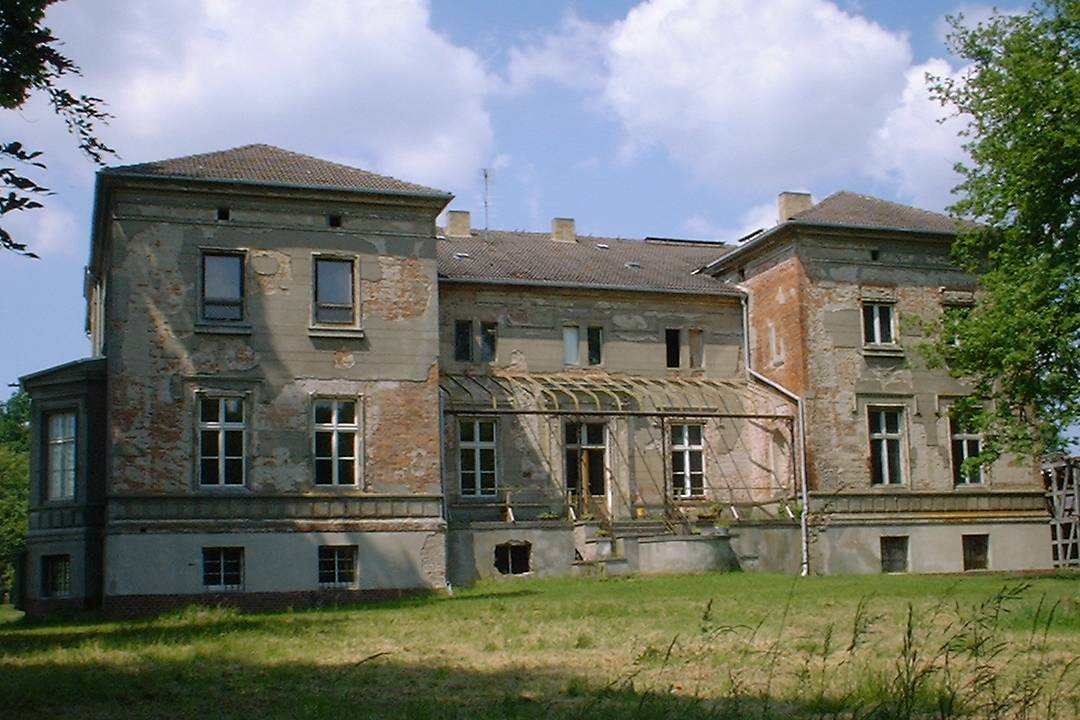
Herrenhaus Vichel (Temnitztal)

Das denkmalgeschützte Rittergut Vichel (Temnitztal) steht in Vichel, einem Ortsteil der Gemeinde Temnitztal im Landkreis Ostprignitz-Ruppin in Brandenburg.

## Beschreibung
Das Bauensemble des Rittergutes derer von Quast besteht aus einem Herrenhaus, mehreren Wirtschaftsgebäudeen, einem Wohngebäude für das Gesinde, einer Remise, den Resten der Einfriedung und dem in der zweiten Hälfte des 19. Jahrhunderts angelegten Landschaftsgarten, der auf einen Barockgarten zurückgeht. Das Herrenhaus aus drei Gebäudetrakten wurde um 1850 in der Art eines italienischen Landhauses erbaut. Der Mittelteil wurde zum Hof wie die Loggia dei Lanzi gestaltet, die von den Seitenflügeln gerahmt wird.

## Rittergut
Vichel gehörte zunächst verschiedenen Linien der Familie von Quast, ebenso das zugehörige Nebengut Rohrlack. Später bildete sich eine eigene genealogische Linie Quast-Vichel heraus. Ende des 19. Jahrhunderts besaß den Gutskomplex Vichel mit Rohrlack Ottilie von Quast-Vichel, geborene von der Hagen-Nackel (1823–1879). Sie betreute den Besitz für die Erbengemeinschaft ihres 1872 verstorbenen Gatten, dem Ritterschaftsrat Albrecht von Quast-Vichel, der natürlich auch Kirchenpatron zu Vichel war und ebenso als Johanniter-Ritter den Bau des Krankenhauses in Neuruppin unterstützte.  Die Gesamtverwaltung befand sich in Vichel.
Das Rittergut Vichel bestand um 1930 in einer Größe von 547 ha Land, davon waren 98 ha Waldbestand. Eigentümer war damals der Hauptritterschaftsdirektor des Kur- und Neumärkischen Ritterschaftlichen Kreditinstituts Hans-Henning von Quast. Zu seinem Besitz gehörte auch das Rittergut Rohrlack als Familienfideikommiss mit 541 ha Land. Die Bewirtschaftung dort übernahmen zwei Verwalter und der Förster W. Bülck. Quast war mit Ehrengard von Ribbeck-Ribbeck (1883–1931) verheiratet, das Paar hatte zwei Töchter und zwei Söhne. Erbe im Gutsbesitz auf Vichel und Rohrlack war bis zur Bodenreform 1945/46 der älteste Sohn und spätere Bundeswehroffizier Otto-Henning von Quast (1913–1986).